# Lubowicz Wielki
Lubowicz Wielki – wieś w Polsce położona w województwie podlaskim, w powiecie wysokomazowieckim, w gminie Klukowo.
W latach 1975–1998 miejscowość administracyjnie należała do województwa łomżyńskiego.
Wierni kościoła rzymskokatolickiego należą do parafii Zmartwychwstania Pańskiego w Kuczynie.

## Historia
Nazwa wsi prawdopodobnie pochodzi od imienia Lubowit. 
W XIV wieku nastąpiło zahamowanie osadnictwa w tym terenie. Na początku wieku XV książę mazowiecki Janusz I nadał ziemie w okolicy Zambrowa rodzinie pochodzącej ze wsi Czachy koło Płocka. Ich potomkowie osiedli w Lubowiczu.
W 1419 roku bracia Wawrzyniec i Florian z Gąsiorowa kupili Kuczyno i część Lubowicza od Mikołaja, Jakuba i Sobka z Czachów. Potomkowie Wawrzyńca i Floriana stali się protoplastami Lubowickich herbu Ślepowron i Kuczyńskich herbu Ślepowron. Na popis szlachty litewskiej w roku 1528 Lubowiccy wystawili 6 konnych, uzbrojonych jeźdźców.
W I Rzeczypospolitej miejscowość należała do ziemi drohickiej w województwie podlaskim.
Inne wzmianki o Lubowickich:
- spis podatkowy z 1580 – ślachetni Jan i Paweł Lubowieccy z cześnikami swemi z Kuczyna, Lubowicza, dali z włók ziemskich 2, po gr. 15
- pierwsza połowa XVI w. – Abraham Lubowicki, komornik ziemski, drohicki
- początek XVII wieku – Jan Lubowicki, dziedzic w Lubowiczu, Kuczynie i Bakalarzach. Jego synami byli: Jan, Adam i Walenty. Najstarszy z nich został w 1629 roku komornikiem ziemskim drohickim. Adam w 1648 roku uczestniczył w elekcji Jana Kazimierza na króla, w 1659 roku sprzedał część Kuczyna-Lubowicza Walentemu Kuczyńskiemu (akta brańskie). Natomiast Kazimierz syna Adama był w 1677 roku współwłaścicielem Gródka, w 1682 roku sprzedał Kuczyńskiemu część Lubowicza. W 1691 roku zastawił część Lubowicza rycerzowi Piętce (akta drohickie i nurskie)[8].

Szkoła w Lubowiczu Wielkim wzmiankowana w 1828 roku. Uczyło się w niej 16 chłopców i 2 dziewczęta. Nauczyciel – Stanisław Zalewski.
Przed 1872 powstała jednoklasowa szkoła powszechna. Istniała do roku 1876.
W 1891 we wsi istniało 21 gospodarstw drobnoszlacheckich i 7 chłopskich, o łącznej powierzchni 315 ha. W 1921 roku wieś liczyła 33 domy i 252 mieszkańców, w tym 5 prawosławnych i 18 Żydów. W miejscowym folwarku znajdowały się 2 domy z 53 mieszkańcami.
W 1922 roku wzmiankowana jednoklasowa szkoła powszechna licząca 46 uczniów. W 1929 roku uczyło się w niej około 60. dzieci. W grudniu tego roku szkołę przeniesiono do Kuczyna, chociaż dwa oddziały funkcjonowały jeszcze w maju 1931. Nauczyciel – August Wojtowicki.